# Alko
Alko je finský, vládou vlastněný řetězec obchodů prodávající alkohol. Je to jediný obchod, který má právo prodávat alkoholické nápoje (pivo, víno a lihoviny) s obsahem více než 5,5 % alkoholu. Tento monopolní podnik má za úkol minimalizovat problémy spojené s konzumací alkoholu. Alkoholické nápoje se prodávají také v licencovaných restauracích a barech, ale pouze ke konzumaci na místě.
Řetězec Alko je ze zákona povinný prodávat nápoje s nižším obsahem alkoholu než 5,5 % a nealkoholické alternativy, ale v praxi má velmi omezené zásoby nízkoalkoholického piva, cideru a nealkoholických nápojů, protože supermarkety mohou tyto nápoje prodávat za podstatně nižší cenu.
Alko může inzerovat nápoje, které obsahují až 22 % alkoholu, pro silnější nápoje platí úplný zákaz reklamy.
Produkty pod 22 % alkoholu mohou nakupovat pouze osoby starší 18 let. Minimální věk pro produkty obsahující více než 22 % alkoholu je 20 let. Osobám mladším 18 let je vstup do Alka zakázán bez doprovodu dospělé osoby.
Společnost byla založena v roce 1932, sídlo má v Helsinkách. Ve Finsku má 369 prodejen, zaměstnává kolem 2400 lidí a její obrat činil v roce 2017 téměř 1 174,8 milionu EUR.